# Moscow Five
Moscow Five (M5) ist ein ehemaliger russischer E-Sport-Clan, der in verschiedenen Disziplinen aktiv war. Insbesondere das Leauge-of-Legends-Team von M5 gehörte im Jahr 2012 zur absoluten Weltspitze.
Im Juli 2012 wurde bekannt, dass der CEO von Moscow Five Dmitry „ddd1ms“ Smilianets wegen Internet-Betrugs und anderer Verbrechen verhaftet und später zu 12 Jahren Haft in den USA verurteilt wurde. Infolgedessen verlor die Organisation ihre erfolgreichsten Spieler und konnte in der Folge trotz einiger Neuanläufe keine nennenswerten internationalen Erfolge mehr erzielen.

## Geschichte

### League of Legends
Ende 2011 übernahm Moscow Five das erst wenige Monate zuvor gegründete League-of-Legends-Team von Team Empire, welches bis zu diesem Zeitpunkt lediglich bei kleineren Online-Cups erfolgreich war. Bei ihrem ersten LAN-Turnier, dem IEM-Event in Kiew Anfang 2012 zog M5 ohne Mapverlust ins Finale ein und bezwang dort das nordamerikanische Team SoloMid mit 2:1. Im März 2012 folgte bei der IEM-World-Championship erneut der Durchmarsch ins Finale. Dort konnte Team Dignitas mit 2:0 besiegt werden. Zwar unterlag das Team bei der DreamHack Summer 2012 im Finale CLG.EU, doch die folgenden Turnieren (European Challenger Circuit in Warschau und Qualifikation für die Season 2 World Championship auf der gamescom in Köln) konnte Moscow Five wieder für sich entscheiden.
Bei der mit 2 Millionen US-Dollar dotierten Weltmeisterschaft war M5 direkt ins Viertelfinale gesetzt und konnte sich dort gegen Invictus Gaming durchsetzen. Im Halbfinale unterlag M5 jedoch dem späteren Turniersieger Taipei Assassins mit 1:2. Anfang Dezember 2012 folgte mit der IGN Pro League Season 5 in Las Vegas das letzte große Turnier für Moscow Five. In einem hochklassig besetzten Teilnehmerfeld erreichte das Team Platz vier; erneut sorgte eine Niederlage gegen die Taipei Assassins dabei für das Turnieraus.
Im Januar 2013 verließ das League-of-Legends-Team die Organisation und spielte fortan unter dem Namen Gambit Gaming.
| Spieler während des Jahres 2012 - Evgeny „Darien“ Mazaev (Toplane) - Danil „Diamondprox“ Reshetnikov (Jungle) - Aleksei „AlexIch“ Ichetovkin (Midlane) - Evgeny „Genja“ Andryushin (AD Carry) - Edward „Edward“ Abgaryan (Support) |

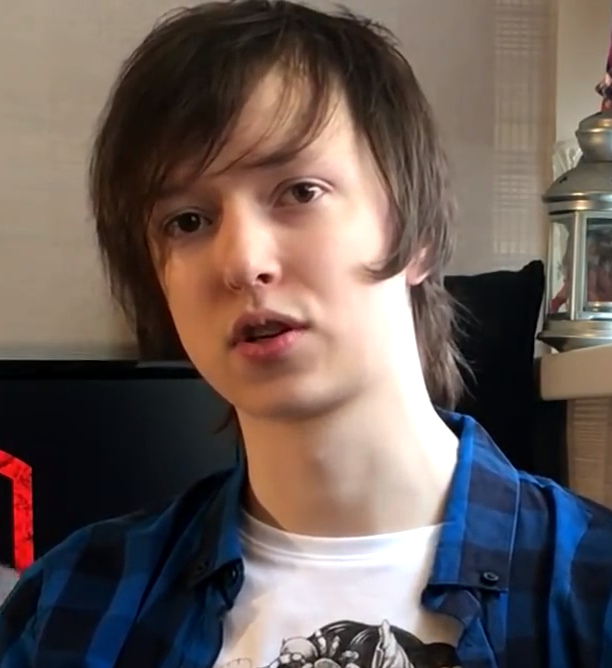
Danil „Diamondprox“ Reshetnikov (2016)
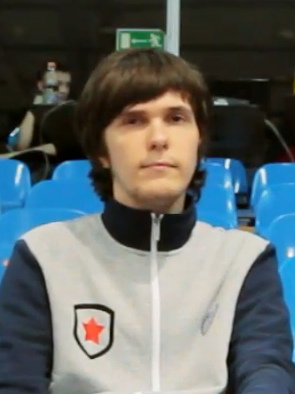
Aleksei „AlexIch“ Ichetovkin (2014)
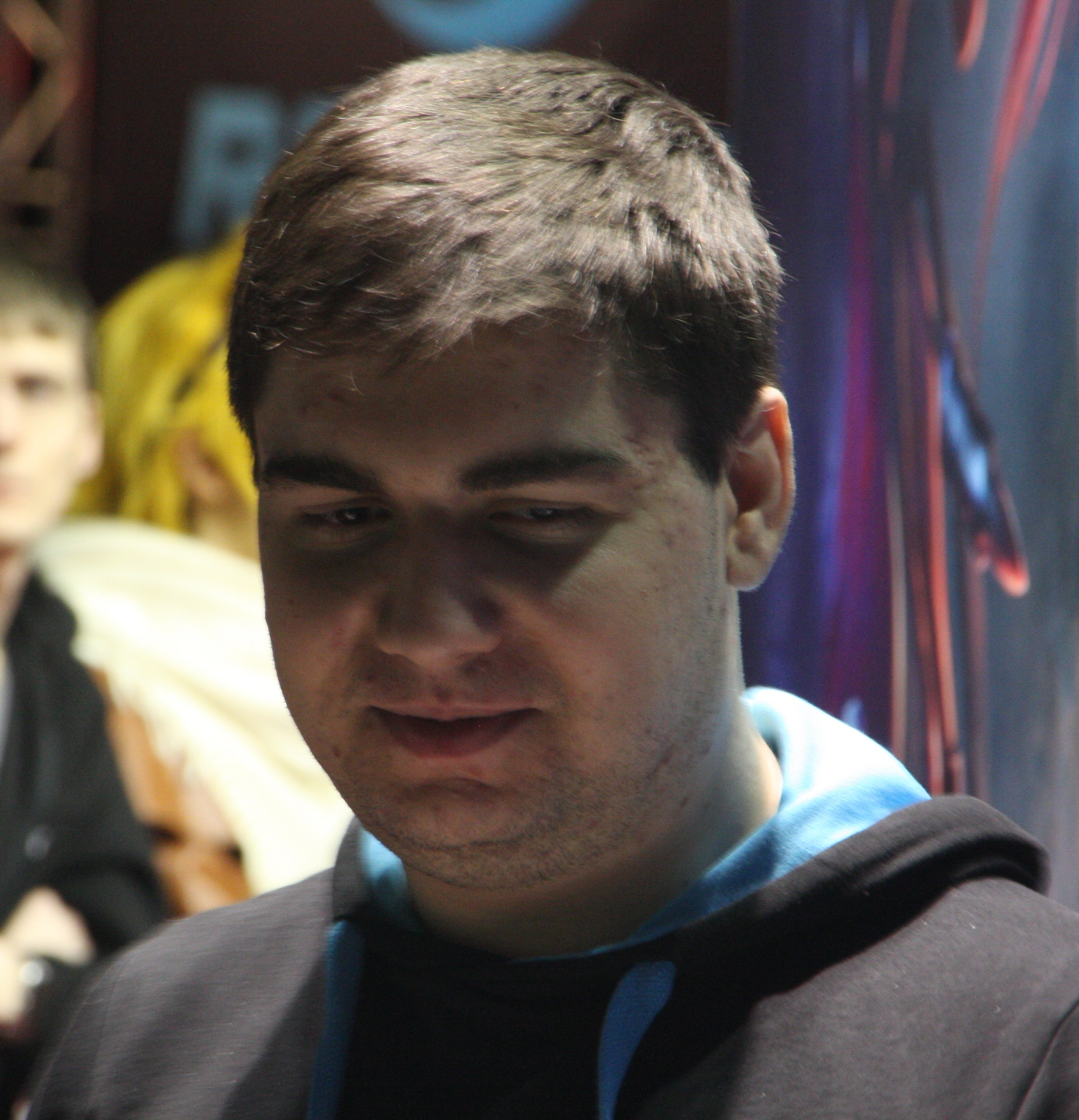
Edward „Edward“ Abgaryan (2016)

### Counter-Strike
Im Februar 2011 übernahm Moscow Five die Spieler von Meet Your Makers. In der Folge spielte das Team in der erweiterten Weltspitze. Größte Erfolge waren der dritte Platz bei den World Cyber Games 2011 in Busan sowie wenig später zunächst der Sieg beim MSI Beat IT! und der dritte Platz beim IEM-Turnier (jeweils in Kiew). Im August 2012 trennten sich Spieler und Organisation.
Das Damen-Team von Moscow Five belegte beim Electronic Sports World Cup 2011 in Paris den dritten Platz und gewann beim Rockstar World Cup 2012 (zusammen über 10.000 US-Dollar Preisgeld).
| Spieler bei den WCG 2011 - Michail „Dosia“ Stoljarow - Roman „ROMJkE“ Makarov - Sergey „Fox“ Stolyarov - Aleksandr „xek“ Zobkov - Eduard „Ed1k“ Ivanov |

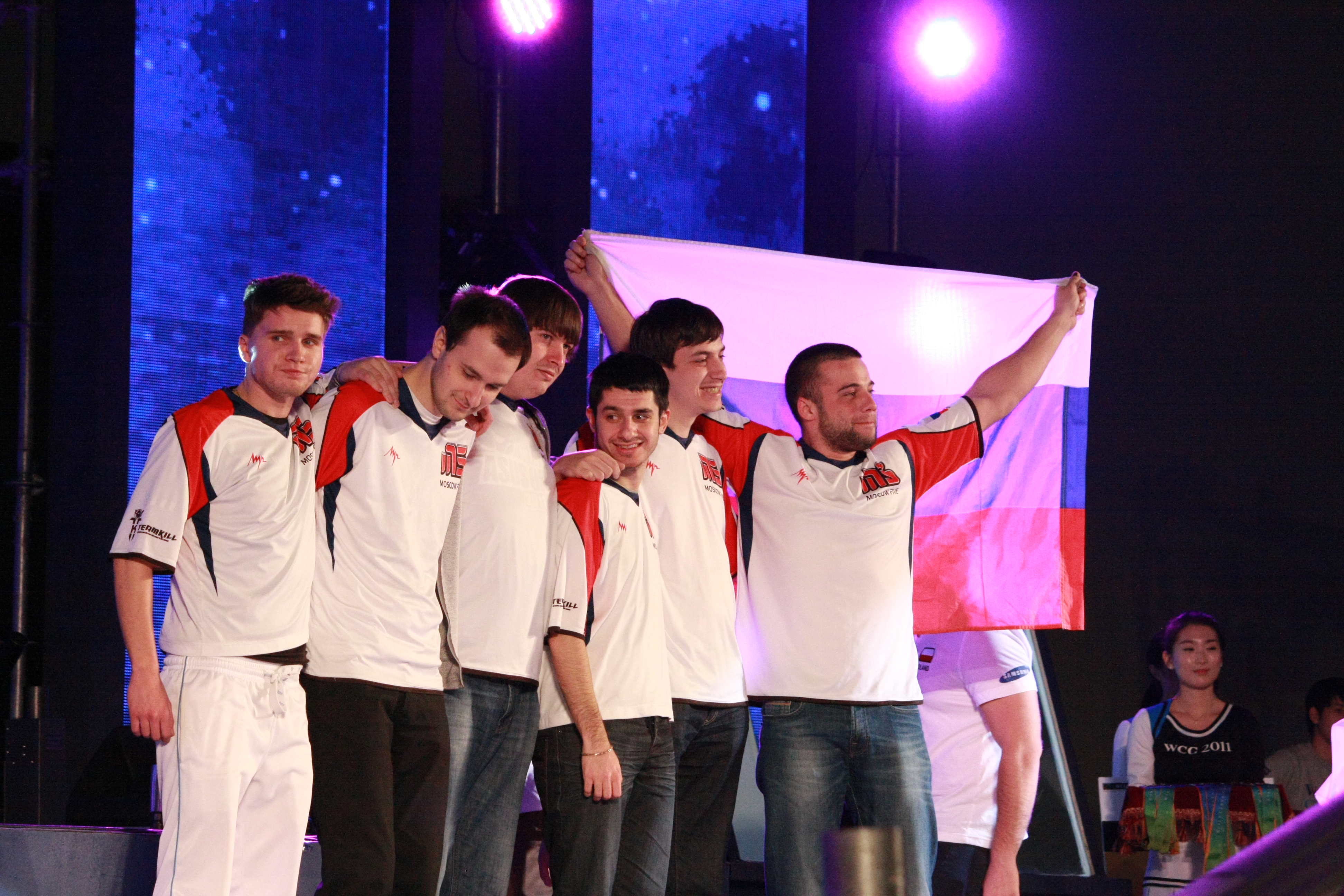
M5 bei den World Cyber Games 2011
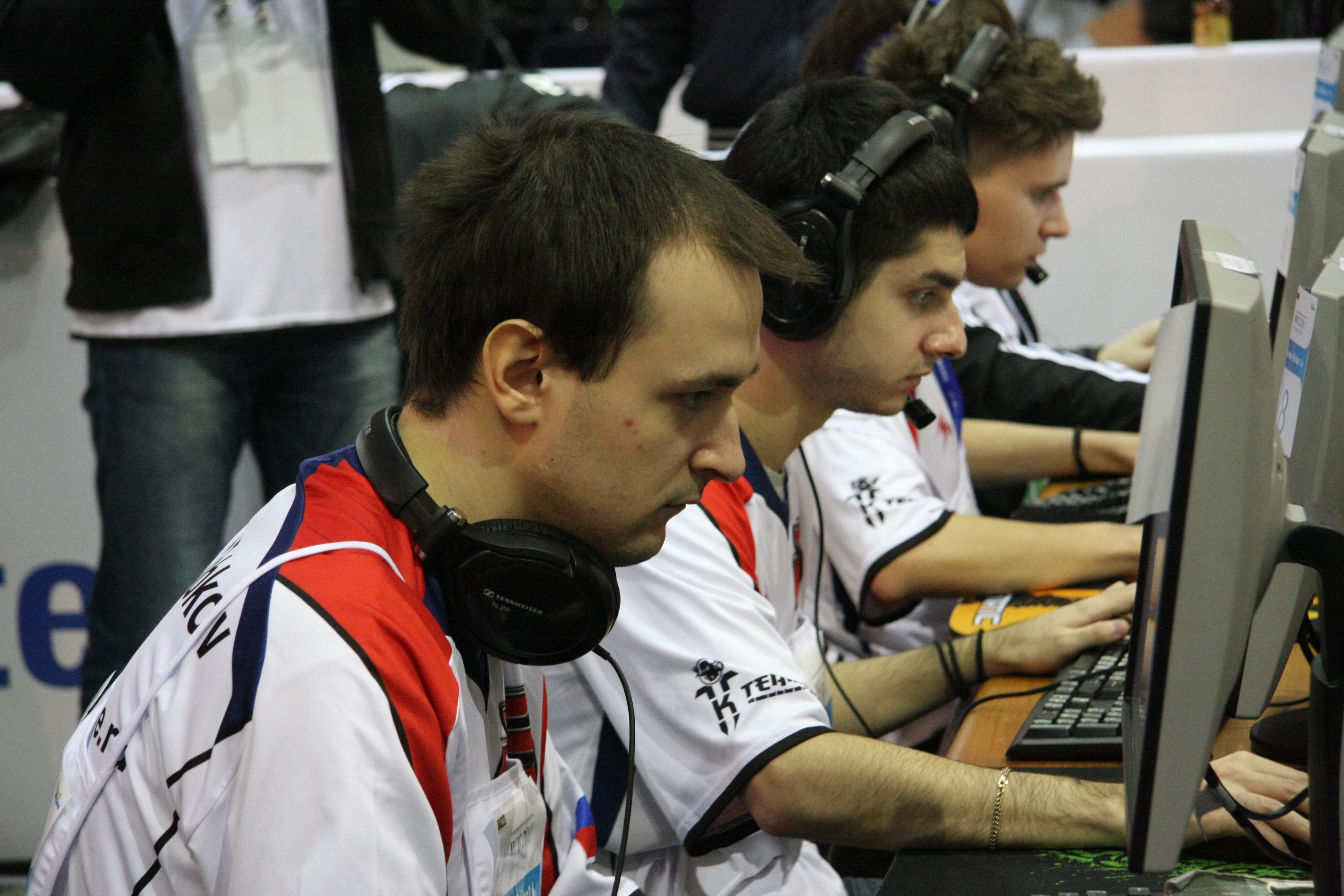
M5 bei den World Cyber Games 2011

### Dota 2
2011 verpflichtete Moscow Five ein Dota-2-Team, das beim ersten The International 2011 den geteilten fünften Platz belegte und somit 35.000 US-Dollar Preisgeld gewann. 2012 nahm Moscow Five wieder am TI teil, allerdings mit fünf anderen Spielern im Vergleich zum Vorjahr. Mit 2 Siegen in 14 Spielen war das Team bei diesem Turnier chancenlos und blieb ohne Preisgeld.
| Spieler beim The International 2011 - Yaroslav „NS“ Kuznetsov - Andrey „Dread“ Golubev - Sergey „Ars-Art“ Revin - Alexander „Santa“ Koltan - Sergei „God“ Bragin | Spieler beim The International 2012 - Airat „Silent“ Gaziev - Igor „Admiration“ Kalnysh - Ivan „Vigoss“ Shinkarev - Vladimir „PGG“ Anosov - Vadim „Bloodangel“ Trushkin |

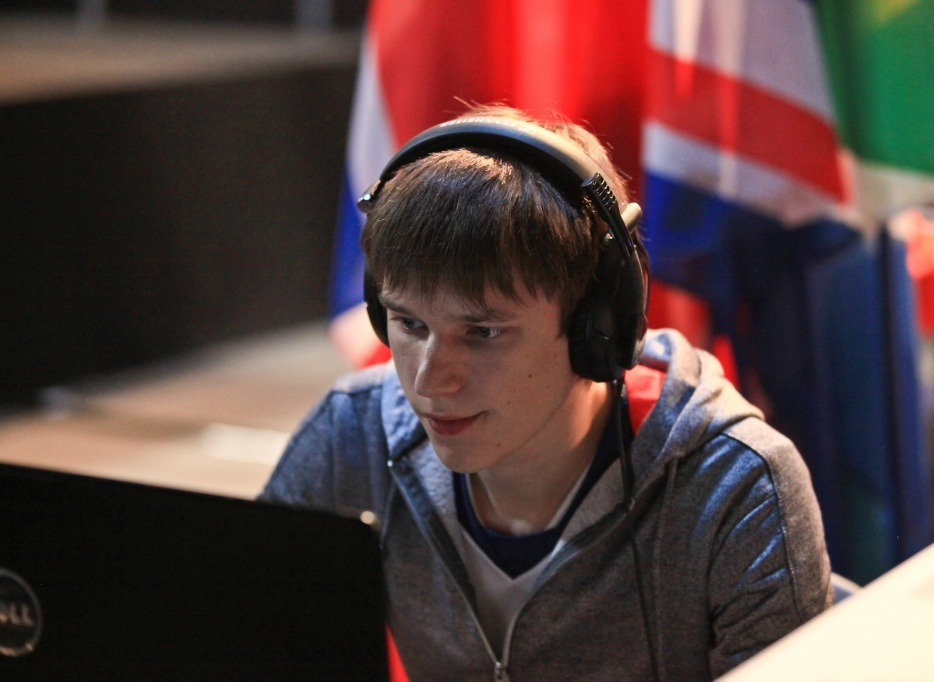
Vigoss (2011)

## Erfolge (Auswahl)

### League of Legends
| Jahr | Platz | Turnier                                              | Preisgeld |
| ---- | ----- | ---------------------------------------------------- | --------- |
| 2012 | 1.    | Intel Extreme Masters Season VI – Kiew               | 012.000 $ |
| 2012 | 1.    | Intel Extreme Masters Season VI – World Championship | 050.000 $ |
| 2012 | 2.    | DreamHack Summer 2012                                | 010.000 $ |
| 2012 | 1.    | ESL European Challenger Circuit                      | 015.000 $ |
| 2012 | 1.    | Season 2 EU Regional Finals                          | 040.000 $ |
| 2012 | 3./4. | League of Legends World Championship Season 2        | 150.000 $ |
| 2012 | 4.    | IGN Pro League Season 5                              | 03.000 $  |

### Counter-Strike
| Jahr | Platz | Turnier                                              | Preisgeld |
| ---- | ----- | ---------------------------------------------------- | --------- |
| 2011 | 1.    | ASUS Winter 2011                                     | 0~5.200 $ |
| 2011 | 1.    | World Cyber Games Russia Finals 2011                 | 06.000 $  |
| 2011 | 2.    | MSI Beat IT!                                         | 010.000 $ |
| 2011 | 3.    | World Cyber Games 2011                               | 03.000 $  |
| 2012 | 3.    | Intel Extreme Masters Season VI – Kiew               | 04.500 $  |
| 2012 | 5./6. | Intel Extreme Masters Season VI – World Championship | 02.800 $  |

### Dota 2
| Jahr | Platz | Turnier                         | Preisgeld |
| ---- | ----- | ------------------------------- | --------- |
| 2011 | 5./6. | The International 2011          | 035.000 $ |
| 2012 | 2.    | Star Ladder StarSeries Season 1 | 03.000 $  |
| 2012 | 2.    | Star Ladder StarSeries Season 3 | 03.000 $  |